# Амати, Джироламо (учёный)
Джирола́мо Ама́ти (итал. Girolamo Amati; 13 июня 1768, Савиньяно-суль-Рубиконе, Форли-Чезена — 15 апреля 1834, Рим) — итальянский филолог-классик, эпиграфист и археолог.
Старший брат писателя Базилио. С ранних лет изучал латинский и древнегреческий языки. С 1799 года профессор.
Член-корреспондент Баварской АН (1820).